# Jasność i wyraźność
Jasność (łac. claritas, fr. clarté) i wyraźność (fr. netteté) – para pojęć, które od czasów Kartezjusza współwystępują ze sobą w myśli metodologicznej, przybierając przy tym jednak odmienne znaczenia. Jasność może oznaczać to co jawi się umysłowi jako pewne i proste, to, co pozwala odnosić pojęcia do przedmiotów i odróżniać przedmioty od siebie, czy też poprawne stosowanie wyrażeń. Wyraźność może oznaczać to, co pozwala odnosić pojęcia do przedmiotów i odróżniać przedmioty od siebie, to, co pozwala wskazywać na cechy szczególne przedmiotów i to, że użytkownik danego wyrażenia potrafi podać jego znaczenie.

## Jasność i wyraźność w filozofii Kartezjusza

### Jasność i wyraźność
W filozofii Kartezjusza jasność i wyraźność to dwie główne cechy idei – wziętych w specyficznym dla niego rozumieniu, jako to, co przedstawia się umysłowi i znajduje się w polu uwagi. Jasne i zarazem wyraźne (clair et distinct) jest według Kartezjusza to, co jest proste. Jednocześnie jasność i wyraźność jako to, co jest proste, stanowi kryterium pewności. Jako kryterium pewności jasność i wyraźność jest więc dla Kartezjusza kryterium prawdy. Takie rozumienie prawdy stanowi jedno z głównych nieklasycznych rozumień tego terminu, tj. takich rozumień prawdy, przy których za prawdziwe uznaje się jakieś kryterium. W przypadku Kartezjusza kryterium tym jest oczywistość. Jasne i wyraźne są według Kartezjusza wszystkie pojęcia, które pochodzą od substancji myślącej (res cogitans, duszy), natomiast te, które pochodzą ze związku substancji myślącej z substancją rozciągłą nie są jasne i wyraźne dla intelektu.

### Jasność a wyraźność
Druga cecha idei postulowana przez Kartezjusza, wyraźność, to taka cecha pojęcia, które pozwala: 1) odnosić je do jego przedmiotu, 2) odróżniać ten przedmiot od każdego innego przedmiotu. Wszystko, co jest wyraźne, musi być zarazem jasne – i tym samym stanowić kryterium pewności – ale nie wszystko, co jest jasne, musi być wyraźne. Kartezjusz tłumacząc to rozróżnienie posługuje się przykładem idei bólu, która według jego rozumienia tych terminów jest jasna, nie jest jednak wyraźna.

## Jasność i wyraźność w filozofii Leibniza

### Jasność
Gottfried Wilhelm Leibniz rozumiał jasność inaczej niż Kartezjusz. Według niego jasność to taka cecha danego pojęcia, która pozwala: 1) odnosić to pojęcie do jego przedmiotu, 2) odróżniać ten przedmiot od innych przedmiotów. Pojęcie jasności w myśli Leibniza pokrywa się więc w znacznej mierze z Kartezjańskim pojęciem wyraźności.

### Wyraźność
Wyraźność to w filozofii Leibniza pojęcie szersze niż pojęcie jasności. Stanowi ona taką cechę danego pojęcia, która nie tylko pozwala odnosić je do jego przedmiotu i odróżniać ten przedmiot od innych przedmiotów, ale też pozwala wskazać cechy szczególne przysługujące temu przedmiotowi.

## Jasność i wyraźność we współczesnej metodologii

### Jasność
Termin "jasność" we współczesnej metodologii odnosi się do znaków językowych (wyrażeń) i ma dwa podstawowe znaczenia – w pierwszym dotyczy relacji między danym znakiem językowym a stanem umysłu jego nadawcy, w drugim do relacji między danym znakiem językowym a stanem umysłu jego odbiorcy.
W pierwszym znaczeniu to, że dany znak językowy jest jasny dla jakiejś osoby znaczy, że osoba ta trafnie stosuje ten znak językowy. W przypadku nazw osoba ta wie, co dana nazwa oznacza, tj. potrafi stwierdzić o dowolnym przedmiocie, czy należy on do zakresu tej nazwy. Tak rozumiana cecha jasności jest cechą stopniowalną. Przeciwieństwem jasności jest niejasność, przeważnie (np. przez Kazimierza Ajdukiewicza) utożsamiana z nieostrością.
Jasność w pierwszym znaczeniu, jako trafne stosowanie danego wyrażenia przez jego nadawcę, nie oznacza jeszcze, że wyrażenie to będzie całkowicie lub częściowo zrozumiałe dla jego odbiorcy. Dlatego też wyróżnia się drugie znaczenie terminu "jasność", tj. właśnie dostateczne rozumienie pojęcia, którego użył nadawca, przez odbiorcę.

### Wyraźność
W metodologii współczesnej przez wyraźność rozumie się taką cechę danego wyrażenia, że ten, kto wyrażenia tego używa, nie tylko je rozumie, ale też potrafi podać jego znaczenie. Dlatego też przeciwstawia się znaczenie wyraźne danego wyrażenia dla jego użytkownika znaczeniu intuicyjnemu tego wyrażenia dla tego użytkownika. Przy znaczeniu wyraźnym danego wyrażenia jego użytkownik potrafi podać jego znaczenie, przy znaczeniu intuicyjnym tego wyrażenia jego użytkownik nie potrafi podać jego znaczenia (tj. np. podać definicji wchodzących w jego skład terminów) – pomimo że je rozumie.